# Inteligencia de mercados
La inteligencia de mercados (IM) o Marketing Intelligence (en inglés) es el proceso de obtención, análisis y tratamiento de los datos que una organización consigue de sus competidores en la industria en la que opera, con el objetivo de determinar la segmentación de clientes, la penetración de un competidor, las oportunidades comerciales y las métricas existentes.
Es una herramienta que utilizan las organizaciones, la que mediante un proceso de recolección, interpretación y análisis de los datos tomados del consumidor o el cliente permite una mejor toma de decisiones y atender el medio que les rodea respecto a los problemas y oportunidades que ofrece el mercado en el mundo globalizado.
Por eso mismo comprende la importancia de la información diaria relacionada con el área comercial de la organización, donde el propósito principal es el de hacer una toma de decisiones precisa y confiable basada en la necesidades, deseos y anhelos de los consumidores sobre el producto prestado para determinar una estrategia de penetración en el mercado y desarrollar métricas al mercado objetivo. 
La inteligencia de mercados es  necesaria cuando una empresa desea entrar al mercado internacional o a un país extranjero en específico, para que logren ser competitivas y sostenibles en el tiempo.

### Proceso
Tener en cuenta que la recolección de datos en la IM se centra en tres variables: Consumidores, la competencia y la empresa misma.
1. Hacer un análisis interno y externo de la empresa, elaborando una comparación respecto a la competencia nacional e internacional, evaluando a su vez la fortalezas y debilidades que pueda poseer respecto a sus capacidades de respuesta frente al mercado.
2. Identificación y planteamiento del problema, percibido desde la perspectiva de clientes y colaboradores de la organización.
3. Definir los objetivos a los cuales se dirigirá la investigación de mercados.
4. Identificar el "Producto Estrella" de la empresa y reconocer si sus condiciones o características son propias para entrar al mercado global teniendo en cuenta las exigencias de los clientes y el valor agregado.
5. Realizar la mejoras, modificaciones, re-diseños o innovaciones pertinentes al producto seleccionado basado en la información recopilada,
6. Determinar los mercados potenciales para el producto, haciendo relevancia al manejo de la información recolectada donde se debe buscar la validación de las percepciones de las personas y los criterios establecidos.
7. Plantear estrategias que permitan satisfacer las necesidades y expectativas del mercado, en diferentes contextos.
8. Hacer el seguimiento cada una de las estrategias compiladas en un plan de acción, lo que va a permitir tomar decisiones en tiempo real y hacer ajustes estratégicos.[1][2]

## Beneficios
La IM le permite a las empresas implementar mejoras en los procesos productivos, procedimientos que conlleven a generar valor agregado, que los procesos de gestión se desarrollen efectivamente y permita la participación de los colaboradores en el crecimiento de las mismas, centrándose en la competitividad y productividad.
La implementación de la IM en la estrategia organizacional conlleva a un uso eficiente de las capacidades tecnológicas, de los recursos físicos y del capital humano; integrando todas las áreas o departamentos que compongan a la organización.
Esto le genera a las organizaciones la oportunidad de escalar a un mayor posicionamiento sostenible en el mercado, o incursionando tanto en nuevos mercados relacionados con su actividad económica como en mercados inexplorados.

## Sistemas de Inteligencia de Mercados
Los sistemas de inteligencia de mercados son diseñados para ser usados por gerentes de marketing y por lo general por sus empleados a través de software, como por ejemplo Pardot, Marketo y Hubspot, entre otros. Este tipo de software tiene una interfaz en que los usuarios pueden interactuar y manejar la data de una manera sencilla que permita su análisis, mediante el CRM (Gestión de relaciones con los clientes). Por ejemplo, se puede recolectar de manera precisa y en tiempo real datos detallados, pero en estos casos es indispensable el uso de la tecnologías de la información para estructurar y gestionar los reportes dados por los consumidores.
El sistema de inteligencia de negocios permite el desarrollo y la investigación desde la perspectiva del mercado en las organización estudiando las respuestas que genera cuando se le introduce variantes nuevas (productos innovadores). 

### Pasos para mejorar la inteligencia de mercados
1. Entrenar y motivar la fuerza de ventas: La fuerza de ventas de una compañía puede ser un excelente recurso de información sobre la tendencias actuales en el mercado. Ellos son los "recolectores" de información pertinente para la compañía, como la oferta del mercado, exponen si es necesaria alguna mejora en el producto o si hay alguna oportunidad en incursionar en nuevos productos, etc. También proveen de información válida sobre las actividades y comportamiento de la competencia, los consumidores, los distribuidores, los minoristas.
2. Motivar a los distribuidores, minoristas y otros intermediarios que tengan un papel importante en el estudio: Especialistas son contratados en las compañías para vincular la inteligencia de mercados con el área productiva, lo que permita medir la calidad de la producción, la calidad en el servicio al cliente, la calidad de los proveedores y las relaciones que se establecen con cada uno de ellos.
3. Red externa: Cada compañía debe tener en cuenta a sus competidores. La inteligencia competitiva describe la más amplia disciplina de investigación, análisis y formulación de datos de información del conjunto completo de competitividad de cualquier organización. Esto puede ser realizado mediante la compra de los productos a la competencia, la revisión de las campañas de publicidad, la lectura de los reportes publicados, etc. donde deben estar estas acciones enmarcadas en la ética y legalidad.
4. Establecer un panel de asesores al consumidor: Los cuales pueden ser representantes de los consumidores o clientes, los clientes más antiguos o los consumidores más francos los que harían parte de este panel. Aquellos que bajo sus conocimiento y experticia brinden herramientas claves para la mejora de la organización.
5. Uso óptimo de los sistemas de información del gobierno: Los gobiernos de casi todos los países publican reportes respecto de las tendencias de la población, las características demográficas, la producción agrícola, los índices del consumidor, entre otros. Todos estos datos deberían adoptarse como la data base que pueda ayudar en la planeación y formulación de políticas para las compañías.